# Калашников, Александр Павлович
Алекса́ндр Па́влович Кала́шников (род. 3 января 1957, Кызыл-Кыя, Ошская область) — советский футболист и киргизский тренер. Мастер спорта СССР (1980).

## Карьера
Воспитанник ДЮСШ Кызыл-Кия. Карьеру начал во фрунзенской «Алге» в 1976 году.
Играл в составе новосибирского «Чкаловца», «Вулкана» Петропавловск-Камчатский, смоленской «Искры».
Наибольших успехов достиг, играя в составе московских «Спартака» и «Локомотива», отыграв там по 5 сезонов. В высшей лиге чемпионата СССР провёл 80 матчей, забил 17 мячей. В еврокубках — 9 матчей. Всего же в высшей, первой и второй лигах СССР, а также розыгрышах Кубка Советского Союза Калашников забил 139 мячей. Всё это — наивысшие достижения среди воспитанников киргизского футбола.

## Достижения

### Игрока
- «Спартак»

Чемпион СССР: 1979
Серебряный призёр чемпионата СССР: 1980, 1981
Бронзовый призёр чемпионата СССР: 1982
- «Локомотив»

2-е место в первой лиге СССР (Выход в высшую лигу): 1987

### Тренера
- «Жаштык-Ак-Алтын»

Чемпион Кыргызстана: 2003
Серебряный призёр чемпионата Кыргызстана: 2002
Бронзовый призёр чемпионата Кыргызстана: 2004, 2005, 2007
- «Абдыш-Ата»

Серебряный призёр чемпионата Кыргызстана: 2006

## Личная жизнь
Был женат, два сына — Александр и Павел.